# Privoljski (Marí El)
|  | Per a altres significats, vegeu «Privoljski». |

Privoljski (en rus: Приволжский) és un poble (un possiólok) de la República de Marí El, a Rússia, que el 2019 tenia 3.883 habitants. Pertany al districte rural de Voljsk.